# Gallardo-Fall
Der Gallardo-Fall, offizielle Fallbezeichnung auf Spanisch Asunto de Viviana Gallardo y otras beziehungsweise in Englisch In the Matter of Viviana Gallardo et al. (deutsch: In der Angelegenheit Viviana Gallardo und andere) war ein 1981 von der Regierung Costa Ricas
beantragtes Verfahren vor dem Interamerikanischen Gerichtshof für Menschenrechte. Das Verfahren, bei dem es sich um das erste in der Geschichte des 1979 gegründeten Gerichts handelte, erhielt den inoffiziellen Beinamen Costa Rica v. Costa Rica, da die costa-ricanische Regierung mit ihrem Antrag die Untersuchung einer möglichen Verletzung der Menschenrechte durch die staatlichen Organe des Landes anstrebte. Aufgrund dieses außergewöhnlichen Umstands gilt das Verfahren als einmalig in der Geschichte der internationalen Rechtsprechung.
Der Interamerikanische Gerichtshof für Menschenrechte lehnte auf der Grundlage der Verfahrensbestimmungen der Amerikanischen Menschenrechtskonvention die Annahme des Antrags ab und überwies ihn an die Interamerikanische Kommission für Menschenrechte. Diese stellte zwei Jahre später das Verfahren als unzulässig ein, da Costa Rica nach Ansicht der Kommission im weiteren Verlauf den sich aus der Konvention ergebenden Verpflichtungen im Rahmen seiner nationalen Rechtsprechung nachgekommen sei. Das Verfahren war somit vor allem von Bedeutung für die Abgrenzung der Zuständigkeiten zwischen der Kommission und dem Gerichtshof im Rahmen des Interamerikanischen Systems zum Schutz der Menschenrechte.

## Hintergrund
Hintergrund des Verfahrens war die Erschießung der 18-jährigen Studentin Viviana Gallardo, einer Staatsbürgerin Costa Ricas, durch einen Polizisten, der während der Tat nicht im Dienst war. Viviana Gallardo, die der Mitgliedschaft in einer terroristischen Vereinigung verdächtigt wurde, befand sich zum Zeitpunkt ihrer Tötung in Haft in einer Polizeistation in San José. Zuvor war sie zusammen mit anderen an einer Schießerei beteiligt gewesen, bei der ein Polizist ums Leben kam. Zwei weitere gemeinsam mit Viviana Gallardo inhaftierte Frauen wurden durch die Tat des Polizisten verletzt.
Diese Ereignisse führten in Costa Rica zu großer öffentlicher Betroffenheit, da das Land seiner internationalen Reputation im Bereich der Demokratie, der Rechtsstaatlichkeit und der Menschenrechte große Bedeutung beimisst. Die Regierung Costa Ricas, vertreten durch die damalige Justizministerin Elizabeth Odio Benito, beantragte daraufhin am 15. Juli 1981 beim Interamerikanischen Gerichtshof für Menschenrechte eine Entscheidung zur Frage, ob in diesem Fall eine Verletzung der Menschenrechte entsprechend der Amerikanischen Menschenrechtskonvention durch die staatlichen Organe des Landes begangen worden sei.

## Entscheidung
Der Interamerikanischen Gerichtshof für Menschenrechte nahm in seiner einstimmigen Entscheidung vom 13. November 1981 den Fall nicht an, sondern überwies diesen gemäß den Bestimmungen der Amerikanischen Menschenrechtskonvention an die Interamerikanische Kommission für Menschenrechte, wie dies von der Regierung Costa Ricas auch für den Fall der Ablehnung beantragt worden war. Der zentrale Aspekt des Verfahrens, der die Grundlage für die Entscheidung des Gerichts bildete, war der Umstand, dass Costa Rica mit seinem Antrag sowohl auf die Ausschöpfung des Rechtswegs in seinem nationalen Rechtssystem entsprechend Artikel 46 der Amerikanischen Menschenrechtskonvention als auch auf die Inanspruchnahme eines Verfahrens vor der Interamerikanischen Kommission für Menschenrechte nach Artikel 61 der Konvention verzichtet hatte.
Das Gericht betonte diesbezüglich, dass die Interamerikanische Kommission für Menschenrechte innerhalb des durch die Amerikanische Menschenrechtskonvention etablierten Systems zum Schutz der Menschenrechte das einzige Organ sei, an das sich individuelle Personen wenden können. Ein einseitiger Verzicht auf ein Verfahren vor der Kommission, wie es in den Artikeln 48 bis 50 der Konvention vorgesehen ist, durch einen Staat als Verfahrenspartei wäre damit eine unzulässige Einschränkung des Rechts von betroffenen Personen, insbesondere von Opfern von Menschenrechtsverletzungen, sich frei für den Versuch einer einvernehmlichen und außergerichtlichen Beilegung durch ein Verfahren vor der Kommission zu entscheiden. Ein Verzicht auf ein solches Verfahren sei deshalb nach Ansicht des Gerichts nur ausnahmsweise möglich, wenn eindeutig erkennbar wäre, dass dieser Verzicht nicht zu einer Einschränkung der Funktionen führen würde, welche die Konvention für die Kommission vorsieht. Dies sei bezüglich des Antrags von Costa Rica jedoch nicht der Fall, so dass die Unzulässigkeit des Verzichts von Costa Rica auf ein Verfahren vor der Kommission für sich allein ein ausreichender Grund für die Nichtannahme durch den Gerichtshof darstellen würde.
Im Bezug auf den Verzicht Costa Ricas auf die vorgeschriebene Ausschöpfung des Rechtswegs in seinem nationalen Rechtssystem entschied das Gericht, dass die entsprechenden Bestimmungen der Konvention, basierend auf etablierten völkerrechtlichen Prinzipien, vor allem Staaten vor Klagen vor internationalen Gerichten schützen sollen, die auch im Rahmen des nationalen Rechtswegs beigelegt werden können. Mit Bezug auf eine Entscheidung des Europäischen Gerichtshofs für Menschenrechte aus dem Jahr 1971 betonte der Gerichtshof, dass ein solcher Verzicht unwiderruflich sei. Darüber hinaus sei die Zulässigkeit eines solchen Verzichts abhängig von den Umständen des jeweiligen Einzelfalls. Da jedoch bereits ein Grund für eine Nichtannahme des Verfahrens vorliegen würde, verzichtete der Gerichtshof auf eine Bewertung der entsprechenden Umstände im vorliegenden Fall.